# 努里·马利基
努里·卡迈勒·马利基（1950年6月20日—），前伊拉克总理。2006年4月26日马利基将他在流亡时期用的名字“贾瓦德·马利基”，恢复为原名“努里·马利基”。

## 早年
马利基生于什叶派圣城卡尔巴拉。早年曾在巴格达大学学习阿拉伯文学。

## 流亡和回到伊拉克
马利基1968年加入伊斯蘭達瓦黨，1979年7月16日，被發現是遭取締的伊斯蘭達瓦黨的成員後，馬利基逃離伊拉克。據伊斯蘭達瓦黨的網站上的相關簡歷，他在十月離開伊拉克，並經由約旦很快逃到敘利亞，採用化名「賈瓦德」。他於1982年離開敘利亞及伊朗，並住在德黑蘭直到1990年。之後他一直住在大馬士革，直到2003年美國聯軍入侵伊拉克和推翻海珊政權。雖然生活在敘利亞，他仍做為達瓦黨的政治幹事，並發展與真主黨，特別是與伊朗的密切關係，得到該國的支持推翻海珊政權。
雖然生活在大馬士革，馬利基仍編輯黨報《Al-Mawqif》並領導達瓦黨大馬士革分部。1990年，他加入了聯合行動委員會，並擔任輪值主席之一。該委員會是一些反海珊的反對派以大馬士革為基地的聯盟。達瓦黨在1992年至1995年間參加了伊拉克國民大會，因為領導出現分歧而退出。 當海珊倒台後他回到他的祖國伊拉克，馬利基成為伊拉克臨時政府的最高國家委員會副領導人。馬利基是伊拉克过渡政府总理易卜拉欣·贾法里的重要盟友，伊斯兰政党达瓦党的“二把手”，同时任达瓦党的发言人。
2005年1月，马利基当选为過渡國民議會议员，担任议会安全和国防委员会负责人，並從軍隊和政府中清除前復興社會黨官員。2005年10月任伊拉克宪法起草委员会副主席，並起草新憲法。

## 总理

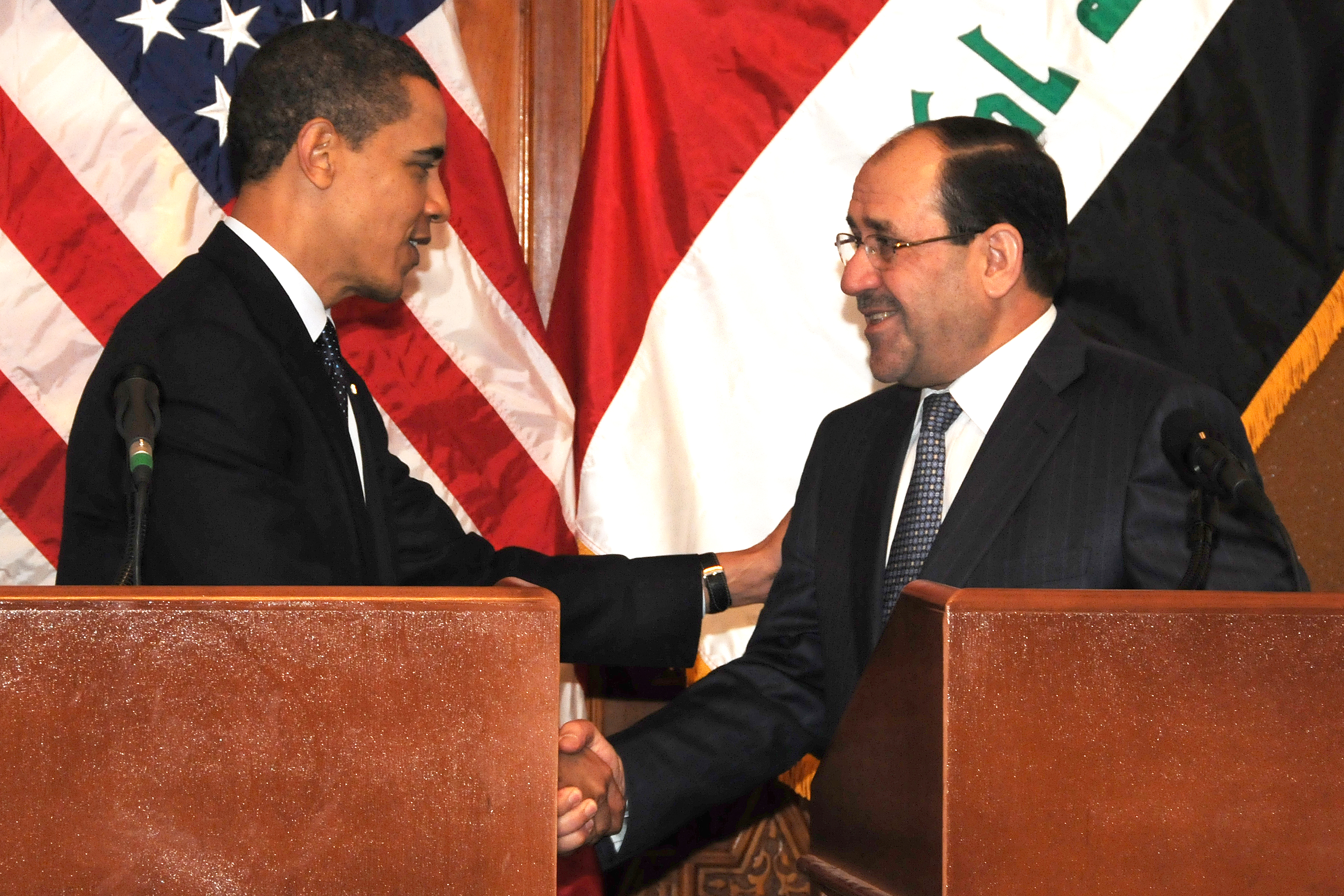
馬利基總理與美國總統歐巴馬在巴格達握手

在2005年12月的議會選舉中，伊拉克團結聯盟贏得了多數席位，並提名易卜拉欣·賈法裡為伊拉克的首次戰後總理。
2006年4月20日，前过渡政府总理易卜拉欣·贾法里宣布不再连任。21日，什叶派政党联盟指定马利基取代贾法里成为新的总理候选人。22日，总统贾拉勒·塔拉巴尼任命他组建内阁。
马利基领导的什葉派政府被批评漠視國內佔少數的遜尼派和庫爾德人，造成族群关系紧张。
2014年，伊拉克和黎凡特伊斯兰国的武裝分子接連攻佔伊拉克西部和北部的多个城镇。6月，有二百萬人口的摩蘇爾失守，同月武裝分子已逼近首都巴格達。8月11日，总统福阿德·马苏姆邀请海德尔·阿巴迪担任总理组成新政府。8月14日，马利基宣布放弃权力。